# Guaranésia (kommun)
Guaranésia är en kommun i Brasilien.   Den ligger i delstaten Minas Gerais, i den sydöstra delen av landet, 600 km söder om huvudstaden Brasília. Antalet invånare är 18 714. Arean är 294 kvadratkilometer.
Terrängen i Guaranésia är kuperad norrut, men söderut är den platt.
Följande samhällen finns i Guaranésia:
- Guaranésia

Omgivningarna runt Guaranésia är en mosaik av jordbruksmark och naturlig växtlighet. Runt Guaranésia är det ganska tätbefolkat, med 179 invånare per kvadratkilometer.